# 李址鎔
李 址鎔（り しよう、イ・ジヨン、1870年12月15日 - 1928年6月28日）は、李氏朝鮮末期から大韓帝国期の政治家。李熙夏の長男で、興寅君李最応の孫、純宗のはとこにあたる。

## 生涯
跡継ぎがいなかった伯父の完永君李載兢の養子となる。光緒13年（1887年）に庭試文科に丙科で合格した。以降は黄海道観察使、慶尚南道観察使などの要職を歴任し、光武4年（1900年）に宮内府協弁となった。
光武8年（1904年）2月23日には、外部大臣署理として駐韓日本公使の林権助と日韓議定書に調印し、3月26日には日本国報聘大使として日本へ渡った。
帰国後は、法部大臣・奎章閣学士・判敦寧府事・教育部総監などを経て、光武9年（1905年）には農商工部大臣・内部大臣となった。また、内部大臣として第二次日韓協約に賛成、調印に署名したことにより乙巳五賊の一人として糾弾され、激昂した反日団体によって自宅を焼き討ちされた。
光武11年（1907年）5月に中枢院顧問に任命され、日韓併合条約締結後の1910年（明治43年）10月16日に朝鮮貴族として勲一等伯爵に列せられた。
1928年（昭和3年）に58歳で死去。正三位を贈られた。

## 死後の評価
2002年に発表された親日派708人名簿と、2005年民族問題研究所で親日人名辞書に収録するために整理した親日人名辞書収録予定者1次名簿に選定された。2007年に親日反民族行為真相糾明委員会が発表した「親日反民族行為195人名簿」にも選定されている。

## 栄典
- 1915年（大正4年）11月10日 - 大礼記念章[2]